# 함양공설운동장
함양공설운동장(咸陽公設運動場, Hamyang Public Stadium)은 대한민국 경상남도 함양군에 있는 스포츠 시설이다. 천연잔디 필드와 몬도 트랙이 갖춰진 경기장이며, 1991년에 준공되었다.

## 참고 문헌
- “함양군 체육시설 안내”. 함양군청.
- 〈함양공설운동장〉. 《디지털함양문화대전》. 한국학중앙연구원.
- 《2023 전국 공공체육시설 현황 (2022년 12월말 기준)》. 대한민국 문화체육관광부. 2024.

## 같이 보기
- 함양스포츠파크